# Dirty Acres
Dirty Acres är den amerikanska hiphopgruppen CunninLynguists' fjärde studioalbum, utgivet 27 november 2007.

## Låtlista
1. "Never" (med Big Rube)
2. "Valley of Death"
3. "Dirty Acres"
4. "Kentucky" (interlude)
5. "K.K.K.Y."
6. "Wonderful" (med Devin the Dude)
7. "Yellow Lines" (med Phonte Coleman och Witchdoctor)
8. "The Park" (med Chizuko Yoshihiro)
9. "Summer's Gone"
10. "They Call Me" (interlude)
11. "Gun" (med Sheisty Khrist)
12. "Dance for Me"
13. "Georgia"
14. "Things I Dream"
15. "Mexico" (med Club Dub)

## Singlar

### Mexico
1. "Mexico" - 4:24
2. "Wonderful" (radioversion) - 3:27
3. "Wonderful" (albumversion) - 3:27

### Fotnoter
1. ↑  ”Dirty Acres”. Discogs.com. http://www.discogs.com/CunninLynguists-Dirty-Acres/master/69340. Läst 6 maj 2012.